# Secteur fortifié de l'Escaut

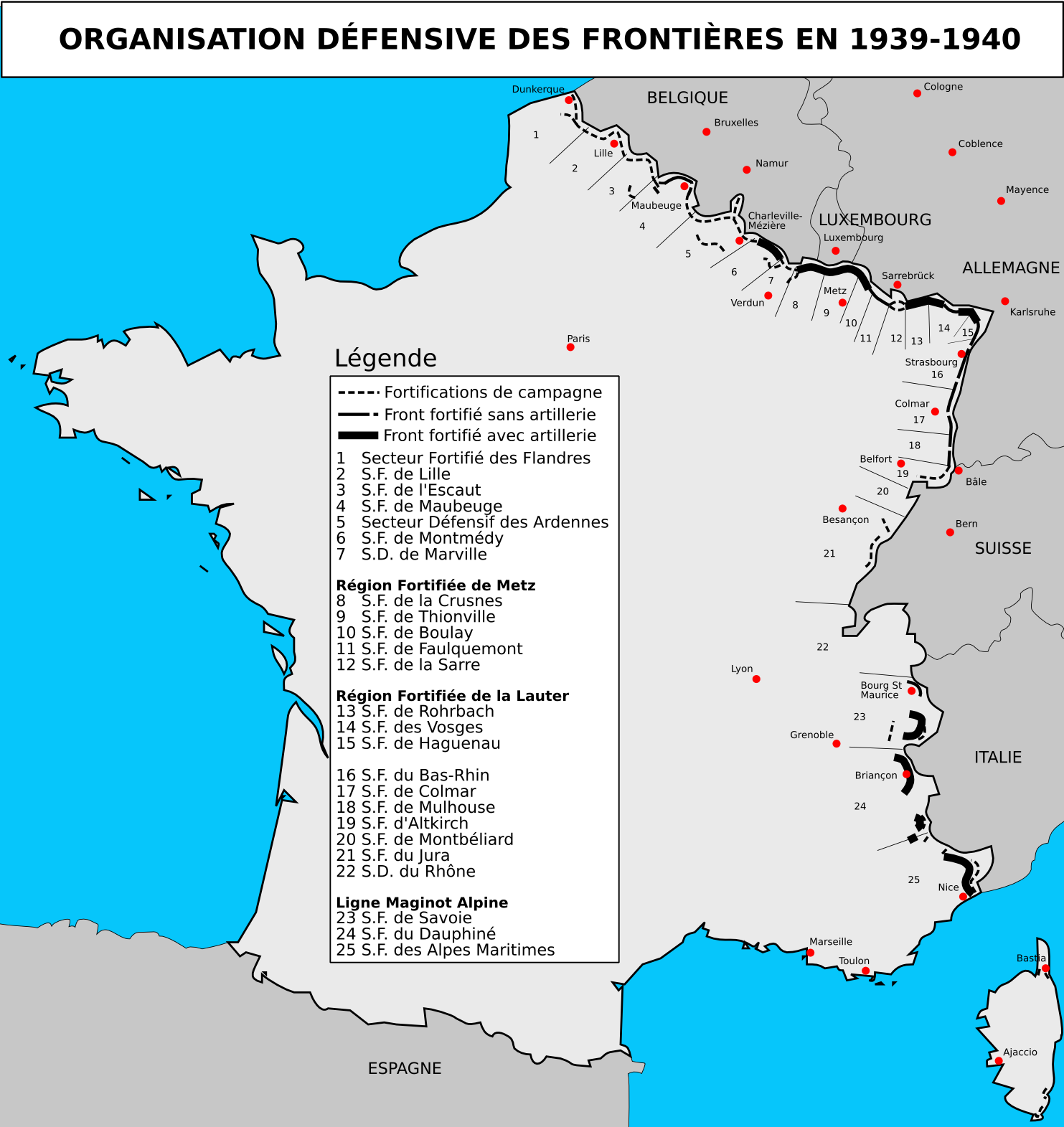
Carte de l'organisation en secteurs de la ligne Maginot.

Le secteur fortifié de l'Escaut est une partie de la ligne Maginot, situé entre le secteur fortifié de Lille et le secteur fortifié de Maubeuge.
Il forme une ligne le long de la frontière franco-belge au nord-est de Valenciennes, de part et d'autre de l'Escaut, de Maulde à Wargnies-le-Petit (dans le Nord). Les fortifications du secteur plutôt légères.
Pour un article plus général, voir Ligne Maginot.

## Organisation et unités

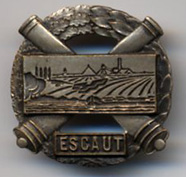
Insigne du secteur fortifié.

D'abord sous commandement de la 1re région militaire (QG à Lille) jusqu'à la déclaration de guerre, le secteur passe alors sous commandement de la 1re armée.
Les unités suivantes servent d'équipages de l'ouvrage et des casemates ainsi que comme troupes d'intervalle stationnées entre ceux-ci après la mobilisation :
- 54e régiment d'infanterie de forteresse ;
- une partie du 161e régiment d'artillerie de position (1re groupe, 1re, 2e et 3e batteries : huit canons de 75 mm modèle 1897, huit 120 mm L 1878 de Bange, huit 155 mm L 1877 de Bange et quatre 105 mm L 1913 Schneider[2]).

## Liste des composants

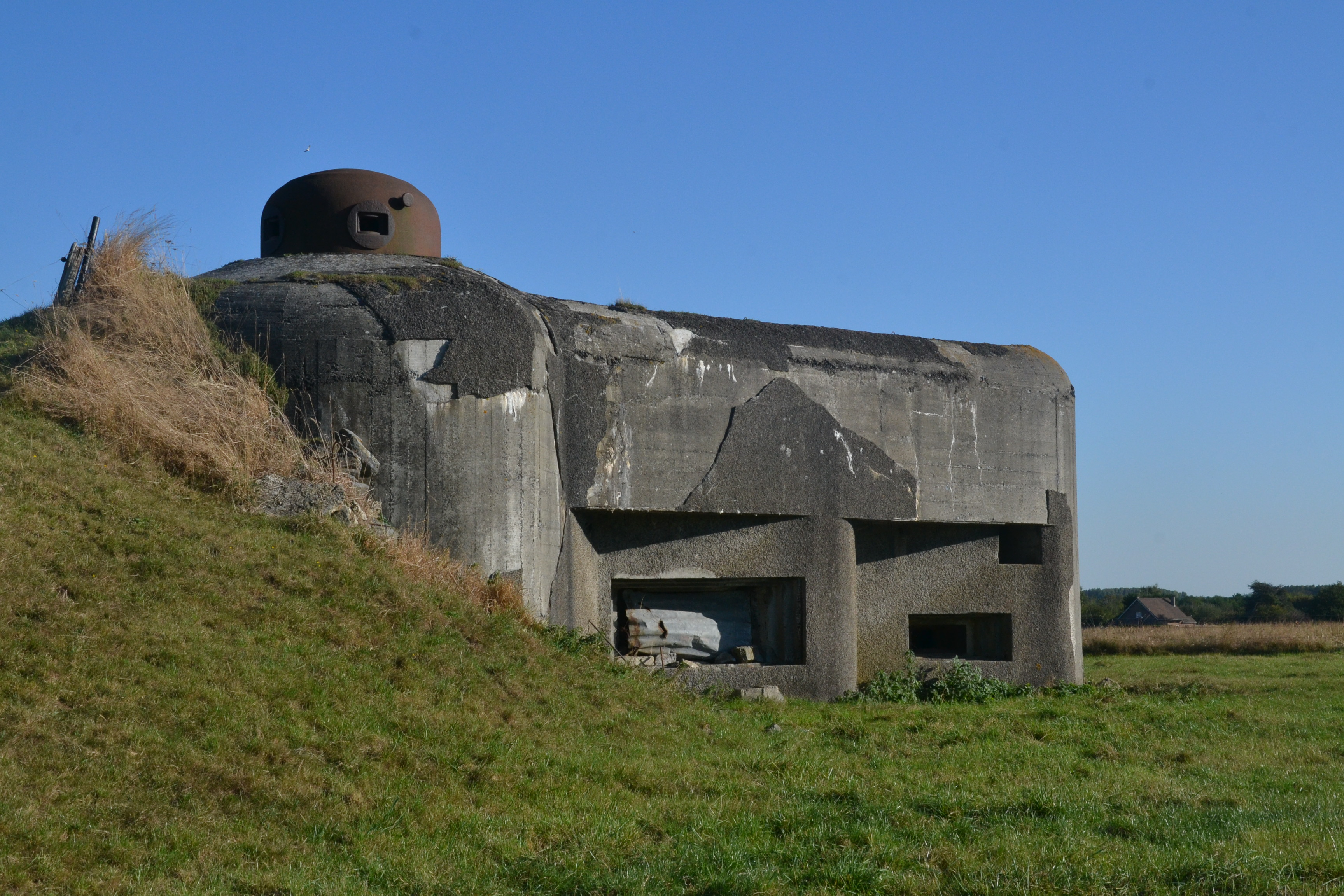
Casemate près de Maulde.

Le secteur est fortifié avec une ligne de douze casemates CORF datant de 1932 dans la forêt de Raismes, et une ligne de casemates STG longeant la frontière du fort de Maulde à l'ouvrage d'Eth.

### Ouvrage
- Ouvrage d'Eth

### Casemates
- Casemate du Talandier (Sebourg)
- Casemate de Jenlain
- Casemate de Notre-Dame d'Armour
- Casemate du mont des Bruyères
- Casemate de la Ferme des Rosières (Saint-Amand-les-Eaux)
- Casemate de Marlières
- Casemate de Haute Rive
- Casemate de Drève Saint-Antonin
- Casemate de Lièvre Ouest
- Casemate de Lièvre Est
- Casemate de Trieux d'Escaupont Ouest
- Casemate de Trieux d'Escaupont Est
- Casemate du cimetière d'Escaupont Ouest
- Casemate du cimetière d'Escaupont Est